# 廖玉英
廖玉英（1970年3月—），女，壮族，广西平果人，中华人民共和国政治人物，中国民主同盟盟员，第十三届全国人民代表大会广西壮族自治区代表。

## 生平
2018年，廖玉英被选为广西壮族自治区出席第十三届全国人民代表大会代表。